# سرود ملی بنگلادش
سرود ملی بنگلادش موسوم به «بنگاله زرین من» (به بنگالی: আমার সোনার বাংলা امر شونر بنگله) ترانه‌ای است از سال ۱۹۰۵ که توسط رابیندرانات تاگور نوشته شده‌است.

## متن
| متن بنگالی                                                                        | آوانویسی | برگردان فارسی |
| --------------------------------------------------------------------------------- | --- | --- |
| আমার সোনার বাংলা আমার সোনার বাংলা, আমি তোমায় ভালবাসি\|                                              | آمار شونار بانگلا آمار شونار بانگلا آمی تومای بهالوباشی                                                             | بنگاله عزیز من بنگاله زرین من، دوستت دارم. |
| চিরদিন তোমার আকাশ, তোমার বাতাস আমার প্রাণে বাজায় বাঁশি।                                             | چِردِن تومار آکاش, تومار باتاش, آمار پرانه باجای باشی.                                                                | آسمان‌هایت و هوایت دلم را به آواز درمی‌آورد گویی که نی شده‌است.                                                                                                   |
| ও মা, ফাগুনে তোর আমের বনে ঘ্রাণে পাগল করে-- মরি হায়, হায় রে ও মা, অঘ্রানে তোর ভরা খেতে, আমি কী দেখেছি মধুর হাসি।। | او ما، فاگونه تور آمیر بنه گهرانه پاگل کره, مری های، های ره, او ما، اگهرانه تور بهرا کهیته آمی کی دکهچهی مدهر هاشی. | ای مام من، در بهار از رایحه انبه‌زارهای تو دلم از شوق پر می‌گیرد آه که چه شوری ای مام من، در پاییز در شالیزارهای پرشکوفه‌ات لبخندهای شیرین را سراسر گسترده دیده‌ام |
| কী শোভা, কী ছায়া গো, কী স্নেহ, কী মায়া গো,-- কী আঁচল বিছায়েছ বটের মূলে, নদীর কূলে কূলে।                      | کی شوبها، کی چهایا گو, کی سنهو، کی مایا گو, کی آچل بچهایچهو بتر موله, ندیر کوله کوله.                               | آه که چه زیبایی‌ها و چه سایه‌سارهایی چه مهربانی و چه لطافتی چه تن‌پوش گسترده‌ای در پای درختان انجیر بنگالی و در امتداد رودبارها                                    |
| মা, তোর মুখের বাণী আমার কানে লাগে সুধার মতো-                                                    | ما، تور مکهر بانی آمار کانه لاگه شدهار مت-                                                                          | این برای گوش من بسان شهد است آه که چه شوری ای مام من، اگر اندوه بر چهره‌ات تیرگی افکنَد دیدگانم پراشک خواهند شد                                                  |